# Odynerus senegalensis
Odynerus senegalensis är en stekelart som beskrevs av Henri Saussure. Odynerus senegalensis ingår i släktet lergetingar, och familjen Eumenidae. Utöver nominatformen finns också underarten O. s. neghelliensis.